# Ratio financier
En comptabilité, un ratio  est un coefficient ou un pourcentage généralement calculé entre deux masses fonctionnelles du bilan ou du compte de résultat. Les ratios servent à mesurer la rentabilité, la structure des coûts, la productivité, la solvabilité, la liquidité, l'équilibre financier, etc.
Il en existe plus de cent, avec parfois plusieurs noms pour un même ratio ou une même abréviation pour plusieurs ratios. Ils permettent d'évaluer la situation financière d'une entreprise, d'en apprécier l'évolution d'une année sur l'autre, ou de la comparer à des entreprises du même secteur ; ces estimations peuvent être formalisées par des méthodes comme l'analyse DuPont. Les ratios peuvent aussi être intégrés dans différentes démarches d'analyse discriminante : combinés pour calculer un indicateur unique, appelé score, ils servent par exemple à évaluer les risques de faillite d'un établissement.
Leur profusion ne doit pas masquer leurs limitations : description d'un passé qui ne présage pas des évolutions futures, cas particuliers de certaines entreprises, règles comptables utilisées (différences internationales, différences sectorielles, niveau d'endettement, méthodes de calcul — amortissements, survaleur, etc. —, non normalisation de certains indicateurs — EBITDA... —, etc.).
Les données nécessaires au calcul, ou à l'interprétation des valeurs et des fluctuations des ratios, peuvent se trouver en consultant les sites web des entreprises, ou des sociétés spécialisées dans l'analyse de ratios financiers et l'agrégation de données financières pour la comptabilité d'entreprise, ou sur les pages des services chargés de l'information financière (BALO, BNB, EDGAR, SEDAR, etc.).

## Ratios de structure
Les ratios de structure comparent des éléments du bilan d'une organisation pour en étudier les moyens, les emplois, le patrimoine, les types de financement (par exemple, proportion du long terme par rapport au court terme) ; ils décrivent ainsi la structure d'un établissement.
| Nom                             | Numérateur                         | Dénominateur           | Principales utilisations (et limitations)                                                                         |
| ------------------------------- | ---------------------------------- | ---------------------- | --- |
| État de l'outil industriel      | Immobilisations corporelles nettes | Immobilisations brutes | Degré d'usure de l'outil industriel ; plus le ratio est proche de 1, ou de 100 %, plus l'outil est supposé récent |
| Financement des immobilisations | Capitaux stables                   | Immobilisations nettes | Ce ratio doit être supérieur à 1. Ainsi les ressources stables financent les actifs à long terme (LT).            |
| Immobilisation de l’actif       | Immobilisations corporelles        | Actif total            | Mise en évidence de sur- ou de sous-immobilisations (importance à pondérer en fonction des secteurs)              |
| Liquidité de l’actif            | Actif circulant                    | Actif total            | Vision « inverse » de celle montrée par le ratio d'immobilisation de l'actif                                      |

## Ratios de rendement, de rentabilité, et de marge
Les ratios de rendement économique permettent d'estimer l'utilisation de l'actif d'une entreprise ; ceux de rentabilité financière permettent de s'intéresser à l'utilisation des ressources (du passif) d'une entreprise. Les ratios de marge permettent d'étudier les centres de profits et de coûts.
| Nom                                                                                  | Numérateur                       | Dénominateur         | Principales utilisations (et limitations)                                                                  |
| ------------------------------------------------------------------------------------ | -------------------------------- | -------------------- | --- |
| Coefficient d'exploitation                                                           | Frais généraux                   | Produit net bancaire | Spécifique à l'activité bancaire                                                                           |
| Marge brute d'exploitation                                                           | Excédent brut d'exploitation     | Chiffre d'affaires   | Rentabilité brute de l'exploitation                                                                        |
| Excédent brute d'exploitation avant intérêts, taxes et dotations aux amortissements. | EBITDA                           | Capitaux propres     | Rentabilité brute des capitaux                                                                             |
| Marge opérationnelle (return on sales, ou ROS)                                       | Résultat d'exploitation          | Chiffre d'affaires   | Rentabilité économique de l'exploitation                                                                   |
| Marge nette                                                                          | Résultat net                     | Chiffre d'affaires   | Rentabilité nette de l'établissement                                                                       |
| Productivité du travail                                                              | Valeur ajoutée                   | Nombre d'employés    | Productivité apparente des employés (mais la variation de valeur ajoutée ne dépend pas des seuls employés) |
| Productivité du capital                                                              | Valeur ajoutée                   | Total du bilan       | |
| Rémunération du travail                                                              | Salaires et charges de personnel | Valeur ajoutée       | Part de la valeur ajoutée attribuée aux employés                                                           |
| Rendement des capitaux propres (return on equity, ou ROE)                            | Résultat net                     | Capitaux propres     | Rentabilité des capitaux apportés                                                                          |
| Rentabilité économique (return on assets, ou ROA)                                    | Résultat net                     | Actif total          | Rentabilité des moyens utilisés                                                                            |
| Rentabilité de l'activité                                                            | Capacité d'autofinancement       | Chiffre d'affaires   | |

## Étude de l'équilibre financier
Les ratios d'équilibre financier comparent soit un élément du passif à un élément de l'actif (ce qui permet d'obtenir un rapport entre les ressources et les emplois), soit l'inverse. Ils peuvent être utilisés en même temps que les indicateurs de liquidité et de solvabilité (fonds de roulement, besoin en fonds de roulement, trésorerie, qui ne sont pas des ratios, mais peuvent servir à leur calcul ; l'équilibre financier est lié à l'existence d'un fonds de roulement suffisant).

### Fonds de roulement net global
Le fonds de roulement net global (FRNG) est défini comme l'excédent de capitaux stables par rapport aux emplois durables. Il se calcule de deux manières :
- pour une analyse des perspectives à long terme, par le haut du bilan : FRNG = Capitaux permanents - Actifs immobilisés ;
- pour une analyse des perspectives à court terme, par le bas du bilan : FRNG = Actifs circulants - Dettes à court terme.

Si le FRNG est positif, alors la société est prudente ; les capitaux permanents financent les actifs immobilisés et l’excédent des capitaux permanents sur les immobilisations finance les actifs circulants. Si le FRNG est négatif, alors la société est imprudente et finance une partie de ses immobilisations par des dettes à court terme ; cela peut toutefois refléter d'importants crédits fournisseurs face à une rotation rapide des stocks (exemple de la grande distribution).

### Besoin en fonds de roulement
Le besoin en fonds de roulement (BFR) est lié au décalage entre les recettes de l’entreprise et les dépenses nécessaires pour réaliser son activité. Il se calcule en faisant la somme du « besoin en fonds de roulement d'exploitation » et du « besoin en fonds de roulement hors exploitation », avec :
- Besoin en fonds de roulement d'exploitation = Actifs circulants d’exploitation[5] – Dettes à court terme d’exploitation[6] ;
- Besoin en fonds de roulement hors exploitation = Actifs circulants hors exploitation – Dettes à court terme hors exploitation.Trésorerie

La trésorerie nette (TN) représente la différence entre le fonds de roulement net et le besoin en fonds de roulement net : positive, elle indique qu’une partie des capitaux permanents est employée dans les actifs circulants de trésorerie ; négative, elle indique que les dettes financières à court terme financent tout ou partie de l’actif circulant.
Un BFR positif signale la nécessité de recourir à un certain nombre de mesures tels que :
- réduire le volume des stocks ;
- réduire la durée des créances clients ;
- renégocier les durées de paiement des dettes fournisseurs ;
- augmentation des fonds propres (pour améliorer le fonds de roulement de l'entreprise) ;
- recours aux ressources financières externes : crédits bancaires à court terme (facilités de caisse ; découverts ; etc.) ; dettes financières à moyen et long terme (auprès des banques et établissements de crédits ou des marchés financiers).

La situation d'un établissement peut s'estimer en croisant le FRNG, le BFR, et la TN :
|          | TN > 0 | TN < 0 |
| -------- | --- | --- |
| FRNG > 0 | BFR > 0 : bonne situation BFR < 0 : bonne situation, avec probablement des imprudences concernant l'endettement à court terme | BFR > 0 : situation viable ; l'endettement à long terme devrait prendre le relais d'une trésorerie négative (au coût probablement plus élevé) |
| FRNG < 0 | BFR < 0 : léger risque d'insolvabilité, dépendant du niveau de trésorerie ; les dettes à court terme financent l'activité     | BFR > 0 : situation dangereuse BFR < 0 : fort risque d'insolvabilité                                                                          |

### Ratios de solvabilité, de liquidité, et d'endettement
La solvabilité désigne la capacité d'une entreprise à répondre à ses échéances financières, et donc à pouvoir assurer l'avenir à relativement long terme sans se trouver en défaut de paiement. La liquidité est le fait de pouvoir couvrir les échéances immédiates.
| Nom                                                                   | Numérateur                   | Dénominateur                         | Principales utilisations (et limitations) |
| --------------------------------------------------------------------- | ---------------------------- | ------------------------------------ | --- |
| Autonomie financière                                                  | Capitaux propres             | Total du bilan                       | Part des financements propres rapportés à l'ensemble des financements ; correct à partir de 20 %                                                 |
| Capacité de remboursement                                             | Dette nette                  | Excédent brut d'exploitation         | Capacité de remboursement de la dette à travers le processus d'exploitation                                                                      |
| Endettement net (Net Gearing)                                         | Dette nette                  | Capitaux propres                     | |
| Endettement brut (Gross Gearing)                                      | Dette totale                 | Capitaux propres                     | Estimation du niveau d'endettement |
| Indépendance financière à long terme                                  | Capitaux propres             | Capitaux stables                     | Capacité à se financer par ses propres moyens ; acceptable si supérieur à 50 %                                                                   |
| Indépendance financière                                               | Capitaux propres             | Endettement financier et bancaire    | |
| Liquidité générale                                                    | Actif circulant              | Passif circulant                     | Capacité à régler ses dettes à court terme ; supérieur à 1, l'entreprise est solvable                                                            |
| Ratio Cooke                                                           |                              |                                      | Normes Bâle I, réservées aux établissements financiers                                                                                           |
| Ratio McDonough                                                       |                              |                                      | Normes Bâle II, réservées aux établissements financiers                                                                                          |
| Taux de couverture de la dette (Debt Service Coverage Ratio, ou DSCR) | Excédent brut d'exploitation | Annuités d'emprunt et de crédit-bail | Capacité de l’entreprise à rembourser les intérêts des dettes ; plus ce ratio est élevé, plus l'entreprise est en mesure de payer ses créanciers |
| Taux de couverture des frais financiers                               | Frais financiers nets        | Valeur ajoutée                       | |
| Taux de couverture des emprunts à long terme                          | Remboursements annuels       | Capacité d'autofinancement           | Capacité à rembourser les dettes |

## Ratios de rotation
Les ratios de rotation décrivent soit un délai de renouvellement, soit un nombre de renouvellements durant une période de référence. Généralement, cette période couvre une année et les délais sont exprimés en jours : en fonction des conventions, on applique alors un multiplicateur de 365 ou de 360 (cf. tableau ci-dessous).
| Nom                                      | Numérateur                         | Dénominateur           | Principales utilisations (et limitations)   |
| ---------------------------------------- | ---------------------------------- | ---------------------- | ------------------------------------------- |
| Délai moyen des encaissements clients    | Créances clients * 360             | Chiffre d'affaires TTC | Délai moyen de paiement accordé aux clients |
| Délai moyen des règlements fournisseurs  | Dettes fournisseurs * 360          | Total des achats TTC   | Délai moyen de paiement des fournisseurs    |
| Rotation du besoin en fonds de roulement | Besoin en fonds de roulement * 360 | Chiffre d'affaires     | Fonds mobilisés par le cycle d'exploitation |

## Ratios boursiers
Ces ratios intègrent des données tirées des cours boursiers et des comptes de l'entreprise.
| Nom                                                                    | Numérateur                   | Dénominateur           | Principales utilisations (et limitations) |
| ---------------------------------------------------------------------- | ---------------------------- | ---------------------- | --- |
| Bénéfice par action                                                    | Bénéfice net                 | Nombre total d'actions | Suivi du bénéfice en gommant l'évolution du nombre d'actions, ce qui permet de détecter une variation des résultats malgré un dividende stable                                                     |
| Price-to-Book Ratio (PBR, ou P/B ratio)                                | Capitalisation boursière     | Capitaux propres       | Comparaison de la valorisation boursière et de la valeur comptable des actifs ; par exemple, P/B = 0,8 signifie théoriquement que l'investisseur acquiert 1 € d'actif comptable en dépensant 0,8 € |
| Price-to-Earnings Ratio (ou Price Earning Ratio, ou PER, ou P/E ratio) | Capitalisation boursière     | Bénéfice net           | Estimation de la cherté d'une action (sans prendre en compte ni l'endettement, ni la trésorerie) ; plus il est faible, plus l'action est considérée bon marché                                     |
| PER (2e méthode)                                                       | Cours d'une action           | Bénéfice par action    | Estimation de la cherté d'une action |
| Price-to-Sales Ratio (PSR, ou P/S ratio)                               | Capitalisation boursière     | Chiffre d'affaires     | Estimation de la cherté d'une action : plus il est faible, plus l'action est considérée bon marché ; similaire au PER, mais utilisable même quand la société ne génère pas de bénéfices            |
| Rendement global                                                       | Dividende net + avoir fiscal | Cours de l'action      | Rendement de l'action |
| Rendement net                                                          | Dividende net                | Cours de l'action      | Rendement de l'action |
| Taux de distribution des dividendes (Payout)                           | Dividende net                | Bénéfice par action    | Part des bénéfices distribués aux actionnaires |